# La Villeneuve-en-Chevrie
Pour les articles homonymes, voir Villeneuve.
La Villeneuve-en-Chevrie est une commune française située dans le département des Yvelines en région Île-de-France.
Ses habitants sont appelés les Villeneuvois.

## Géographie

### Situation
La commune de La Villeneuve-en-Chevrie se trouve dans le Nord-Ouest des Yvelines non loin de la limite du département de l'Eure, à environ 20 kilomètres à l'ouest de Mantes-la-Jolie et à environ sept kilomètres au sud-ouest de Bonnières-sur-Seine, le chef-lieu de canton.
Le territoire s'étend dans la partie ouest du plateau agricole du Mantois, entre 130 et 140 mètres d'altitude, en légère pente vers le nord-est. Ce plateau est un peu entaillé par quelques ravins drainés par de petits ruisseaux affluents de la Seine, comme le ru des Saulots au nord du village.
Ce territoire relativement étendu, près de 1 200 hectares, est essentiellement rural (91 %), boisé à environ 15 %, principalement dans le sud-est et le nord-est de la commune, sur les franges de la forêt de Rosny.
L'habitat est groupé dans le village situé au centre du territoire, mais on compte aussi des hameaux et fermes dispersés dans le nord et le sud de la commune.

### Communes limitrophes
Les communes limitrophes sont Notre-Dame-de-la-Mer au nord, Bonnières-sur-Seine à l'est, Saint-Illiers-la-Ville au sud, Lommoye au sud-ouest, Chaufour-lès-Bonnières à l'ouest et Blaru au nord-ouest.

### Climat
Pour des articles plus généraux, voir Climat de l'Île-de-France et Climat des Yvelines.
En 2010, le climat de la commune est de type climat océanique dégradé des plaines du Centre et du Nord, selon une étude du CNRS s'appuyant sur une série de données couvrant la période 1971-2000. En 2020, Météo-France publie une typologie des climats de la France métropolitaine dans laquelle la commune est exposée à un climat océanique et est dans la région climatique Sud-ouest du bassin Parisien, caractérisée par une faible pluviométrie, notamment au printemps (120 à 150 mm) et un hiver froid (3,5 °C).
Pour la période 1971-2000, la température annuelle moyenne est de 10,4 °C, avec une amplitude thermique annuelle de 14,2 °C. Le cumul annuel moyen de précipitations est de 671 mm, avec 11,1 jours de précipitations en janvier et 8,1 jours en juillet. Pour la période 1991-2020, la température moyenne annuelle observée sur la station météorologique la plus proche, située sur la commune de Magnanville à 13 km à vol d'oiseau, est de 11,6 °C et le cumul annuel moyen de précipitations est de 641,5 mm,. Pour l'avenir, les paramètres climatiques de la commune estimés pour 2050 selon différents scénarios d'émission de gaz à effet de serre sont consultables sur un site dédié publié par Météo-France en novembre 2022.

## Urbanisme

### Typologie
Au 1er janvier 2024, La Villeneuve-en-Chevrie est catégorisée commune rurale à habitat dispersé, selon la nouvelle grille communale de densité à sept niveaux définie par l'Insee en 2022.
Elle est située hors unité urbaine. Par ailleurs la commune fait partie de l'aire d'attraction de Paris, dont elle est une commune de la couronne,. Cette aire regroupe 1 929 communes,.

### Occupation des solssimplifiée
Le territoire de la commune se compose en 2017 de 90,55 % d'espaces agricoles, forestiers et naturels, 3,59 % d'espaces ouverts artificialisés et 5,86 % d'espaces construits artificialisés.

### Voies de communication et transports
Au plan des communications, la commune est traversée dans le sens est-ouest par deux grands axes routiers, l'autoroute A13 (autoroute de Normandie) et l'ancienne route nationale 13 (aujourd'hui route départementale 113) qui coupent littéralement le territoire en deux et se croisent dans l'ouest de la commune à l'échangeur dit de Chaufour-lès-Bonnières. Les relations locales sont assurées par la route départementale 89 (Bréval-Port-Villez) orientée nord-sud et la route départementale 37 qui se croisent juste au sud de la commune.
Un sentier de grande randonnée, le GR 26 suit la limite nord de la commune dans le bois de la Roquette.

## Toponymie
Dans un diplôme de 750 de l'abbaye de Saint-Denis, Villanova est cité comme étant dans le comté de Madrie. Villa nova, Nova Villa Chevrie au XIIIe siècle.
Villeneuve : agglomération nouvelle au Moyen Âge.
Chevrie : Parc aux cerfs ou aux chevreuils.

## Histoire
Le site est occupé depuis l'époque de la pierre polie, on y a retrouvé dans les champs des outils préhistoriques en silex.
Sur une note un peu plus morose, La Villeneuve-en-Chevrie a abrité un tueur en série du nom de Louis Poirson. Il tue sa première victime le 30 aout 1995 et brule le corps grâce à un bidon d'essence trouvé là où il travaille, à la ferme des Molières.
Depuis le 1er janvier 2006, la commune est adhérente de la communauté de communes du plateau de Lommoye, le président de celle-ci étant le maire de La Villeneuve-en-Chevrie.

### Renseignements de M. A. Sauvin tirés du journal de l'église: Ensemble
Villa Nova comptait au XIIIe siècle (vers 1200) 32 familles. Cette commune agricole recélait des outils de silex retrouvés peu à peu. 
La Villeneuve avant 1790 était un gros bourg important par ses châteaux, ses parcs et ses nombreux hameaux très populeux. Cette terre est passée, au cours de siècles, de famille en famille, dont nous gardons les noms. Les Mauvoisins y apparaissent encore. Le dernier seigneur en fut le comte de Talleyrand-Périgord.
Le comte (1754-1838), prince de Bénevent, né à Paris, diplomate français, habile négociateur au congrès de Vienne, s'appelait Charles Maurice, duc de..?, était évêque d'Autun, député du clergé en 1789, prêta serment à la constitution civile du clergé, émigra en Amérique, rentré en France fut ministre sous le Directoire, le Consulat et l'Empire et fut fait grand chambellan et vice grand électeur par Napoléon Ier, qu'il trahit, en 1814 travailla au retour des Bourbons, joua un grand rôle important au congrès de Vienne, fut ambassadeur de Louis-Philippe (roi des Français de 1830 à 1848, mort en Angleterre à Claremont en 1850 à Londres.
Charles VI pour « faire la guerre », fixait à 26 francs or la taille pour ce village.
L'église dédiée à saint Nicolas, fut construite au XVe siècle et reconstruite au XVIe siècle. À l'intérieur, une madone du XIVe siècle classée. Au-dessous de l'autel, un trône en plâtre d'un très beau travail. Avant la Révolution, l'intérieur de ce trône était orné de fleurs de lys, elles disparurent en 1792, reparurent en 1814, ôtées en 1815, remises en 1816, ré-effacées en 1830. Le curé les remplace par des étoiles pour protéger son chef-d'œuvre des révolutions. La tour est de 1556.
En 1823, au cours des travaux au Clos de Sénozan, on a mis au jour des vestiges de salles pavées en petits carreaux, représentant l'écusson de France pour une salle, et un lion pour une autre.
Autrefois, c'est par l'ancienne route de Normandie, qui traversait le village, que passait la poste aux chevaux. Le relais était dans une ferme de la Villeneuve (appartenant à André Baye). Au XVIe siècle, ce relais fut transféré à Bonnières.

## Politique et administration

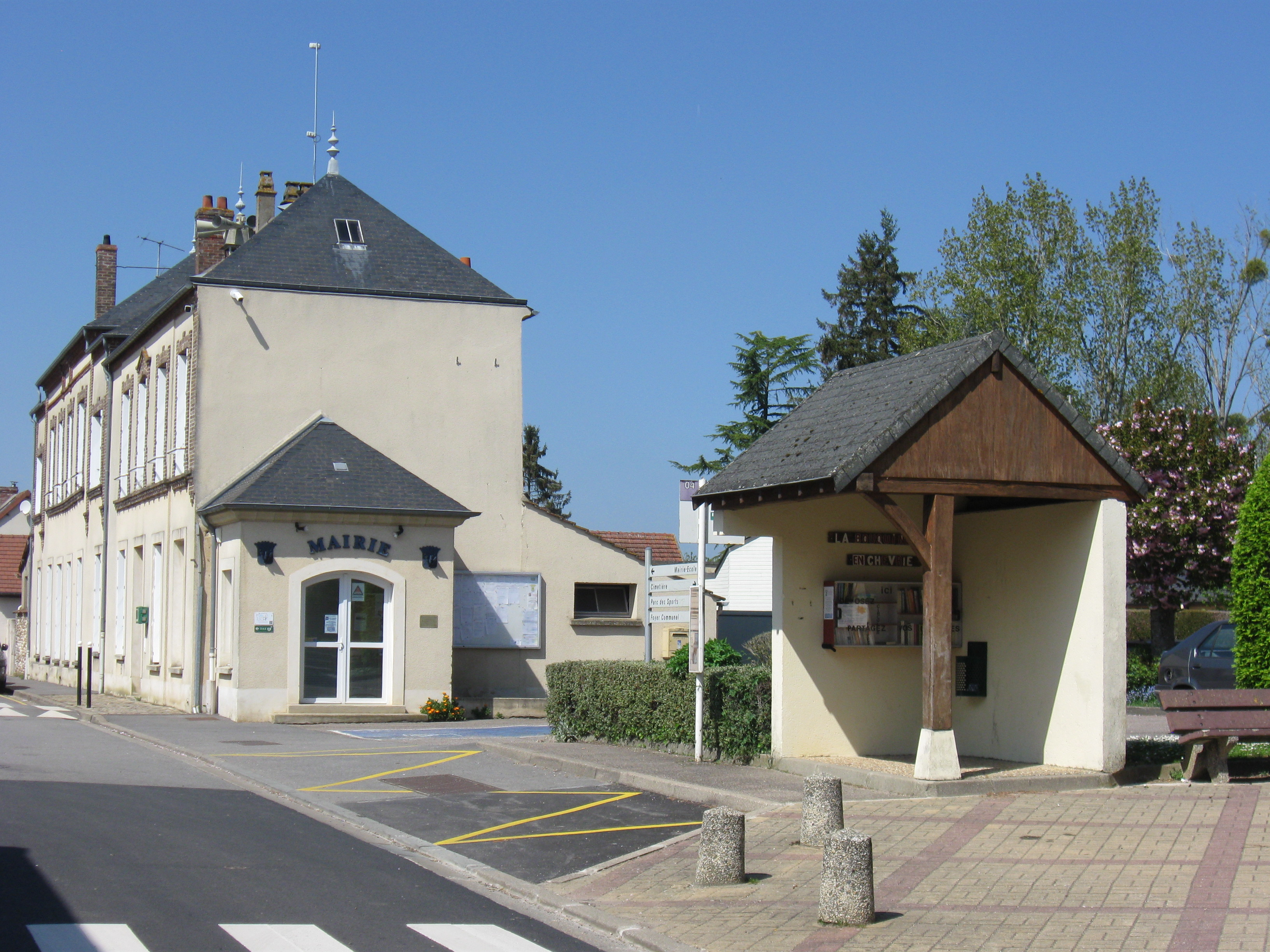
La mairie.

### Liste des maires
| Période                                  | Période  | Identité      | Étiquette | Qualité                                                                               |
| ---------------------------------------- | -------- | ------------- | --------- | ------------------------------------------------------------------------------------- |
| Les données manquantes sont à compléter. |          |               |           |                                                                                       |
| juin 1995                                | En cours | Alain Pezzali | DVD       | Retraité de l'enseignement Président de la CC des Portes de l’Île-de-France (2017 → ) |

### Instances administratives et judiciaires
La commune de la Villeneuve-en-Chevrie appartient au canton de Bonnières-sur-Seine ainsi qu'à la communauté de communes des Portes de l’Île-de-France.
Sur le plan électoral, la commune est rattachée à la neuvième circonscription des Yvelines, circonscription à dominante rurale du nord-ouest des Yvelines.
Sur le plan judiciaire, la Villeneuve-en-Chevrie fait partie de la juridiction d’instance de Mantes-la-Jolie et, comme toutes les communes des Yvelines, dépend du tribunal de grande instance ainsi que de tribunal de commerce sis à Versailles,.

## Population et société

### Démographie

#### Évolution démographique
L'évolution du nombre d'habitants est connue à travers les recensements de la population effectués dans la commune depuis 1793. Pour les communes de moins de 10 000 habitants, une enquête de recensement portant sur toute la population est réalisée tous les cinq ans, les populations de référence des années intermédiaires étant quant à elles estimées par interpolation ou extrapolation. Pour la commune, le premier recensement exhaustif entrant dans le cadre du nouveau dispositif a été réalisé en 2006.

En 2022, la commune comptait 662 habitants, en évolution de +4,25 % par rapport à 2016 (Yvelines : +2,72 %, France hors Mayotte : +2,11 %).
| 1793 | 1800 | 1806 | 1821 | 1831 | 1836 | 1841 | 1846 | 1851 |
| ---- | ---- | ---- | ---- | ---- | ---- | ---- | ---- | ---- |
| 445  | 434  | 485  | 464  | 518  | 546  | 548  | 549  | 518  |

| 1856 | 1861 | 1866 | 1872 | 1876 | 1881 | 1886 | 1891 | 1896 |
| ---- | ---- | ---- | ---- | ---- | ---- | ---- | ---- | ---- |
| 524  | 525  | 522  | 506  | 466  | 430  | 448  | 418  | 451  |

| 1901 | 1906 | 1911 | 1921 | 1926 | 1931 | 1936 | 1946 | 1954 |
| ---- | ---- | ---- | ---- | ---- | ---- | ---- | ---- | ---- |
| 393  | 392  | 387  | 353  | 335  | 343  | 291  | 305  | 306  |

| 1962 | 1968 | 1975 | 1982 | 1990 | 1999 | 2006 | 2011 | 2016 |
| ---- | ---- | ---- | ---- | ---- | ---- | ---- | ---- | ---- |
| 282  | 270  | 357  | 407  | 505  | 534  | 555  | 572  | 635  |

| 2021 | 2022 | - | - | - | - | - | - | - |
| ---- | ---- | - | - | - | - | - | - | - |
| 660  | 662  | - | - | - | - | - | - | - |

#### Pyramide des âges
En 2018, le taux de personnes d'un âge inférieur à 30 ans s'élève à 35,4 %, soit en dessous de la moyenne départementale (38 %). De même, le taux de personnes d'âge supérieur à 60 ans est de 21,3 % la même année, alors qu'il est de 21,7 % au niveau départemental.
En 2018, la commune comptait 327 hommes pour 322 femmes, soit un taux de 50,39 % d'hommes, légèrement supérieur au taux départemental (48,68 %).
Les pyramides des âges de la commune et du département s'établissent comme suit.
| Hommes | Classe d’âge | Femmes |
| ------ | ------------ | ------ |
| 0,0    | 90 ou +      | 0,3    |
| 4,7    | 75-89 ans    | 4,1    |
| 15,0   | 60-74 ans    | 18,4   |
| 23,1   | 45-59 ans    | 22,2   |
| 21,3   | 30-44 ans    | 20,3   |
| 17,5   | 15-29 ans    | 14,0   |
| 18,5   | 0-14 ans     | 20,7   |

| Hommes | Classe d’âge | Femmes |
| ------ | ------------ | ------ |
| 0,6    | 90 ou +      | 1,4    |
| 6      | 75-89 ans    | 7,8    |
| 13,5   | 60-74 ans    | 14,8   |
| 20,7   | 45-59 ans    | 20,1   |
| 19,6   | 30-44 ans    | 19,9   |
| 18,5   | 15-29 ans    | 16,8   |
| 21,2   | 0-14 ans     | 19,2   |

## Économie
Commune essentiellement agricole (grande culture céréalière).

## Culture locale et patrimoine

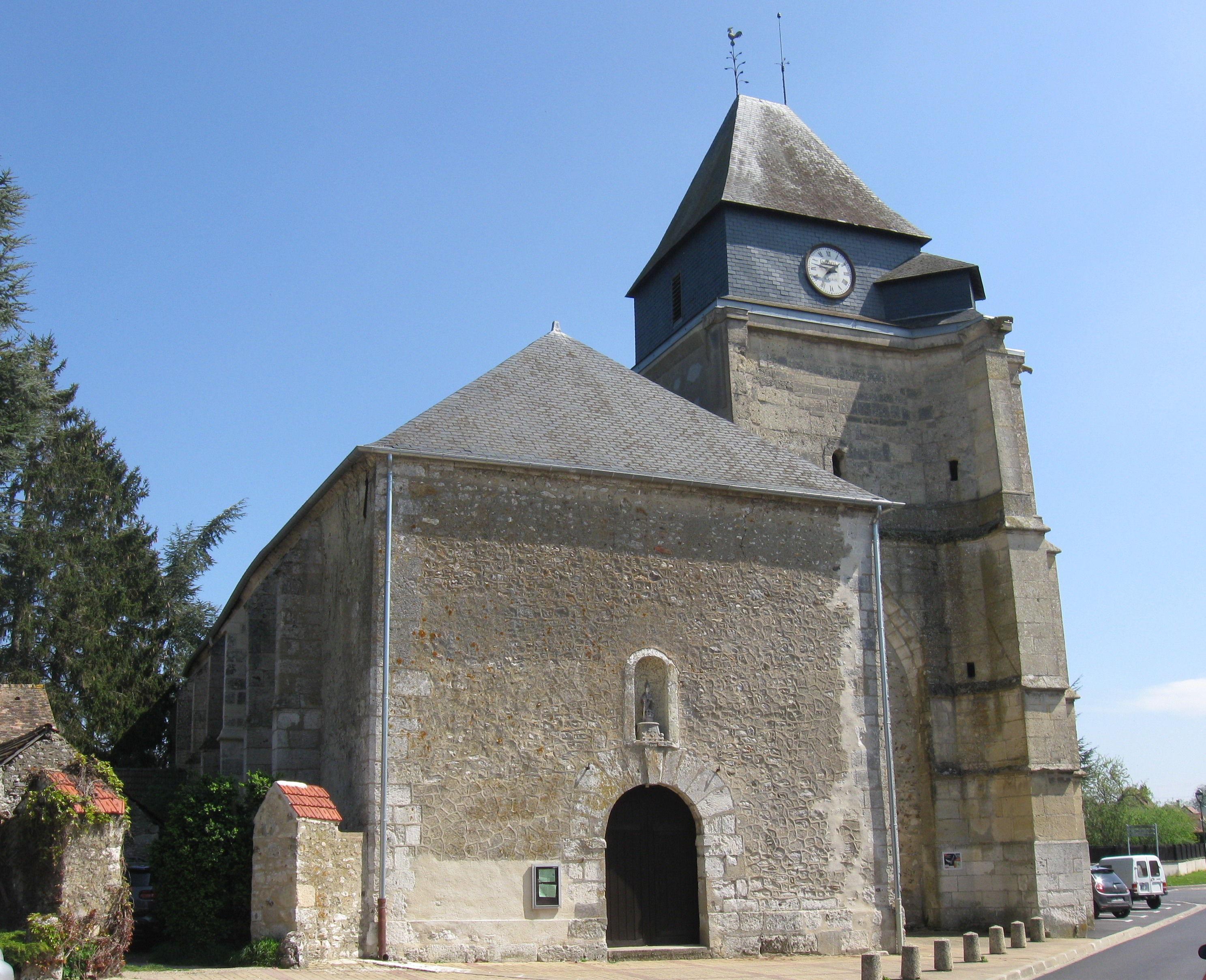
L'église Saint-Nicolas.

### Lieux et monuments
- Église Saint-Nicolas : église d'architecture massive datant du XVe siècle, à clocher en forme de tour carrée renforcée de contreforts dans les angles. L'église a été rénovée en 2020.

Une statue en pierre du XIIIe siècle représentant la Vierge à l'Enfant conservée dans l'église est protégée à titre d'objet depuis 1908,. Une statue de saint Nicolas orne la façade principale.
- Ancien moulin à vent du XVIIIe siècle, dont il subsiste une tour cylindrique en pierres apparentes.
- Château de la Gastine (XIXe siècle).

### L’Aventuredans les Arts
Un village L'Aventure est cité dans le poème d’Aragon, Le Conscrit des cent villages, écrit comme acte de Résistance intellectuelle de manière clandestine au printemps 1943, pendant la Seconde Guerre mondiale.
Il n'existe pas de commune de ce nom en France métropolitaine, ni dans les DOM-TOM.
Le géoportail de l'IGN trouve entre autres sous ce nom un hameau de La-Villeneuve-en-Chevrie. Toutefois, compte tenu de la taille de ce hameau, la localisation à cet endroit du village cité dans le poème n'est pas convaincante et il est préférable de retenir que L'aventure serait un hameau du Bec Hellouin.